# 3300 McGlasson
3300 McGlasson eller 1928 NA är en asteroid i huvudbältet, som upptäcktes 10 juli 1928 av den engelske astronomen Harry E. Wood i Johannesburg. Den har fått sitt namn efter Van McGlasson.
Asteroiden har en diameter på ungefär 22 kilometer.